# Зорина, Зоя Александровна
Зо́я Алекса́ндровна Зо́рина (род. 29 марта 1941) — российский этолог, занимается сравнительным изучением мышления животных. Доктор биологических наук (1993), профессор (2009).

## Биография
В 1958—1963 годах училась на кафедре высшей нервной деятельности биолого-почвенного факультета МГУ, затем в 1965—1997 годах — научный сотрудник той же кафедры, с 1993 года — ведущий научный сотрудник. С 1997 года заведует лабораторией физиологии и генетики поведения той же кафедры.
Также профессор факультета психологии кафедры психофизиологии ВШЭ. Член учёного совета биолого-химического факультета МПГУ.
Подготовила 3 кандидатов наук.
Кандидатская диссертация «Роль и участие гиппокампа в генезе аудиогенных судорог разного происхождения» (1968), докторская диссертация «Рассудочная деятельность птиц» (1993).
Удостоена звания «Заслуженный научный сотрудник МГУ» (2001).

## Основные публикации
- Зорина З. А., Полетаева И. И. Основы этологии и генетики поведения: Учебник. — М.: Изд-во МГУ, 1999.
- Зорина З. А., Полетаева И. И. Элементарное мышление животных: Учебное пособие. — М.: Аспект Пресс, 2002. — 320 с. — ISBN 5-7567-01354.
- Зорина З. А., Полетаева И. И., Резникова Ж. И. Основы этологии и генетики поведения: Учебник. — 2-е изд. — М.: Изд-во МГУ, 2002. — 3000 экз. — ISBN 5-211-04505-X.
- Зорина З. А., Смирнова А. А. О чем рассказали «говорящие» обезьяны: Способны ли высшие животные оперировать символами? / Науч. ред. И. И. Полетаева; Предисл. А. Д. Кошелева; Послесл. Вяч. Вс. Иванова и А. Д. Кошелева. — М.: Языки славянских культур, 2006. — 424 с. — (Studia naturalia). — ISBN 5-9551-0129-2.
- Зорина З. А., Полетаева И. И. Элементарное мышление животных: Учебное пособие. — 2-е изд. — М.: Аспект Пресс, 2009. — 320 с.
- Зорина З. А., Полетаева И. И., Резникова Ж. И. Основы этологии и генетики поведения животных. — М.: Московский зоопарк, 2009. — 236 с.
- Зорина З. А., Полетаева И. И. Зоопсихология. Элементарное мышление животных: Учебное пособие по ВНД и зоопсихологии. — М.: Аспект Пресс, 2010. — 320 с.
- Зорина З. А., Полетаева И. И., Резникова Ж. И. Основы этологии и генетики поведения: Учебник. — 3-е изд. — М.: Изд-во МГУ, 2013. — 384 с. — 500 экз.